# Spoorlijn Triëst - Hrpelje
De Spoorlijn Triëst - Hrpelje was een normaalsporige spoorlijn van Triëst in Italië naar station Hrpelje-Kozina aan de noord-zuidlijn door het midden van Istrië. De lijn werd bereden tot 1959. Het spoor werd opgebroken in 1966. Tegenwoordig is het tracé van de spoorlijn een toeristisch fietspad. Binnen de stad Triëst is het fietspad geasfalteerd, daarbuiten heeft het meer de vorm van een mountainbikeroute. De langste tunnel (San Giuseppe della Chiusa/Ricmanje, 224 meter lang) heeft verlichting in het wegdek, die sectiegewijs aangaat middels bewegingsdetectie.

## Geschiedenis
In de negentiende eeuw was Triëst de belangrijkste zeehaven van Oostenrijk-Hongarije. In 1857 werd een spoorlijn van de hoofdstad Wenen naar Triëst voltooid. Bij het plaatsje Villa Opicina nadert deze spoorlijn Triëst tot op een afstand van slechts vijf kilometer hemelsbreed. Vervolgens echter buigt de lijn veertien kilometer naar het noorden om bij Aurisina een plek te vinden waar de afdaling vanaf het Karstplateau gemaakt kan worden. Dan zijn het nog weer veertien kilometer zuidwaarts naar Triëst. Geen wonder dus dat gezocht werd naar een mogelijkheid om het hoogteverschil van 300 meter langs een kortere route te overbruggen, profiterend van technieken, die bij de aanleg van de eerste spoorlijn nog niet beschikbaar waren.
Verkorting van de afstand was niet de enige reden om een tweede spoorlijn te wensen. Na de aanleg van de lijn Wenen-Triëst was de Oostenrijks-Hongaarse schatkist leeg. Dat leidde tot privatisering van de lijn, waarna de gebruikers gedwongen waren hoge tarieven te betalen aan de exploiterende private spoorwegmaatschappij, de Südbahn.
Het parlement van het Oostenrijks-Hongaarse Rijk gaf op 27 maart 1882 een vergunning af voor de aanleg van een tweede spoorlijn naar Triëst. De ontwerpfase werd in 1885 afgesloten. Men besloot tot een geleidelijke klim langs de noordwand van de Rosandravallei. Deze lijn Triëst-Hrpelje werd geopend op 5 juli 1887. De lijn telde vijf tunnels, dertien bruggen en zes viaducten. De exploitatie kwam in handen van de toenmalige Oostenrijks-Hongaarse staatspoorwegen, de Kaiserlich-Königliche Österreichische Staatsbahnen (KKStB).
De oorspronkelijk spoorlijn naar Triëst eindigde bij het station Triest Südbahnhof aan de noordkant van de stad (Süd bekeken vanuit Wenen, tegenwoordig is dit het enige station van Triëst-stad, met de naam Trieste Centrale). De nieuwe lijn kreeg een station aan de zuidkant van de stad, Trieste Sant'Andrea, in het Duits aangeduid als Triest Staatsbahnhof. Vanaf Hrpelje kon men noordwaarts doorreizen via Divaca naar Wenen, maar ook zuidwaarts via de binnenlanden van Istrië naar Pula.
De spoorlijn Triëst-Hrpelje heeft de verwachtingen nooit waargemaakt. De route was weliswaar korter, maar de helling was steil, wat leidde tot een hoog kolenverbruik van de stoomlocomotieven bij het omhoog rijden. De maximale helling was 33 promille, de gemiddelde helling 25 promille. Het beginpunt in Triëst lag 2,5 meter boven zeeniveau, het eindstation Hrpelje-Kozina lag op een hoogte van 491 meter. In 1906 kwam er een derde spoorlijn bij, tussen de twee eerdere lijnen in, de Transalpina naar Jesenice. Deze Transalpina en de spoorlijn Triëst-Hrpelje kregen beide hun beginpunt bij het nieuwe monumentale station Trieste Campo Marzio (sinds 1980 een spoorwegmuseum). De eerste kilometers waren gemeenschappelijk. De twee stations van Triëst waren verbonden door de kadelijn. Zo konden wagons van de Südbahn ook de havens aan de zuidkant van de stad bereiken.
Na de Eerste Wereldoorlog hield Oostenrijk-Hongarije op te bestaan. Het gehele tracé van Triëst-Hrpelje kwam op Italiaans grondgebied te liggen. Hrpelje werd in het Italiaans aangeduid als Erpelle. Na de Tweede Wereldoorlog verloor Italië grondgebied aan Joegoslavië (nu Slovenië). Onder Draga Sant'Elia liep de spoorlijn rakelings langs de Joegoslavische grens. Na een boog kruiste de spoorlijn de grens net na station Draga Sant'Elia; vijf en een halve kilometer van de lijn waren nu Joegoslavisch. Vanaf 1947 werd enkel het Italiaanse deel nog gebruikt. Er reed dagelijks een handjevol treinen tot aan Draga Sant'Elia. Op 31 december 1958 werd overgeschakeld op busvervoer.

## Fotogalerij

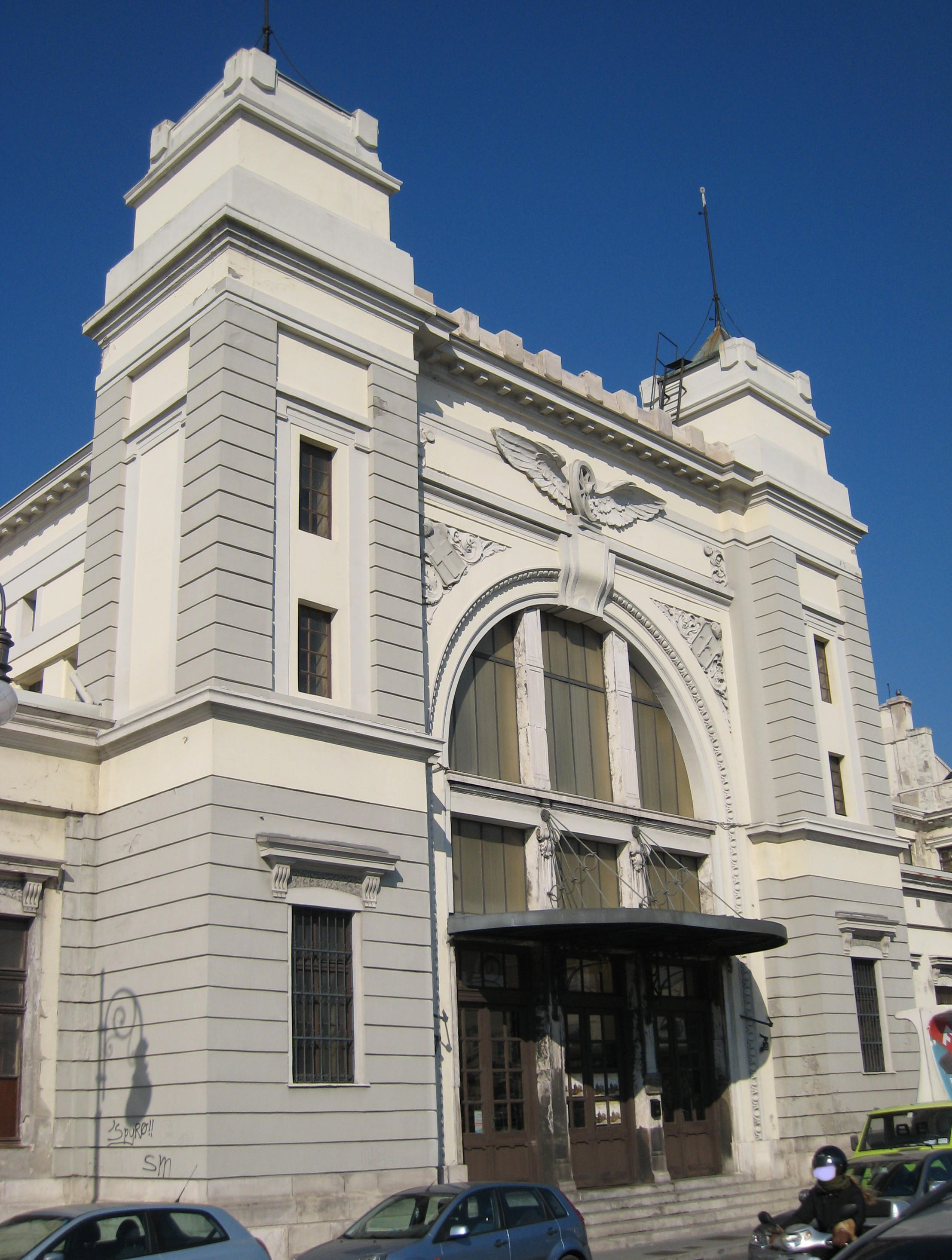
Ingang Trieste Campo Marzio
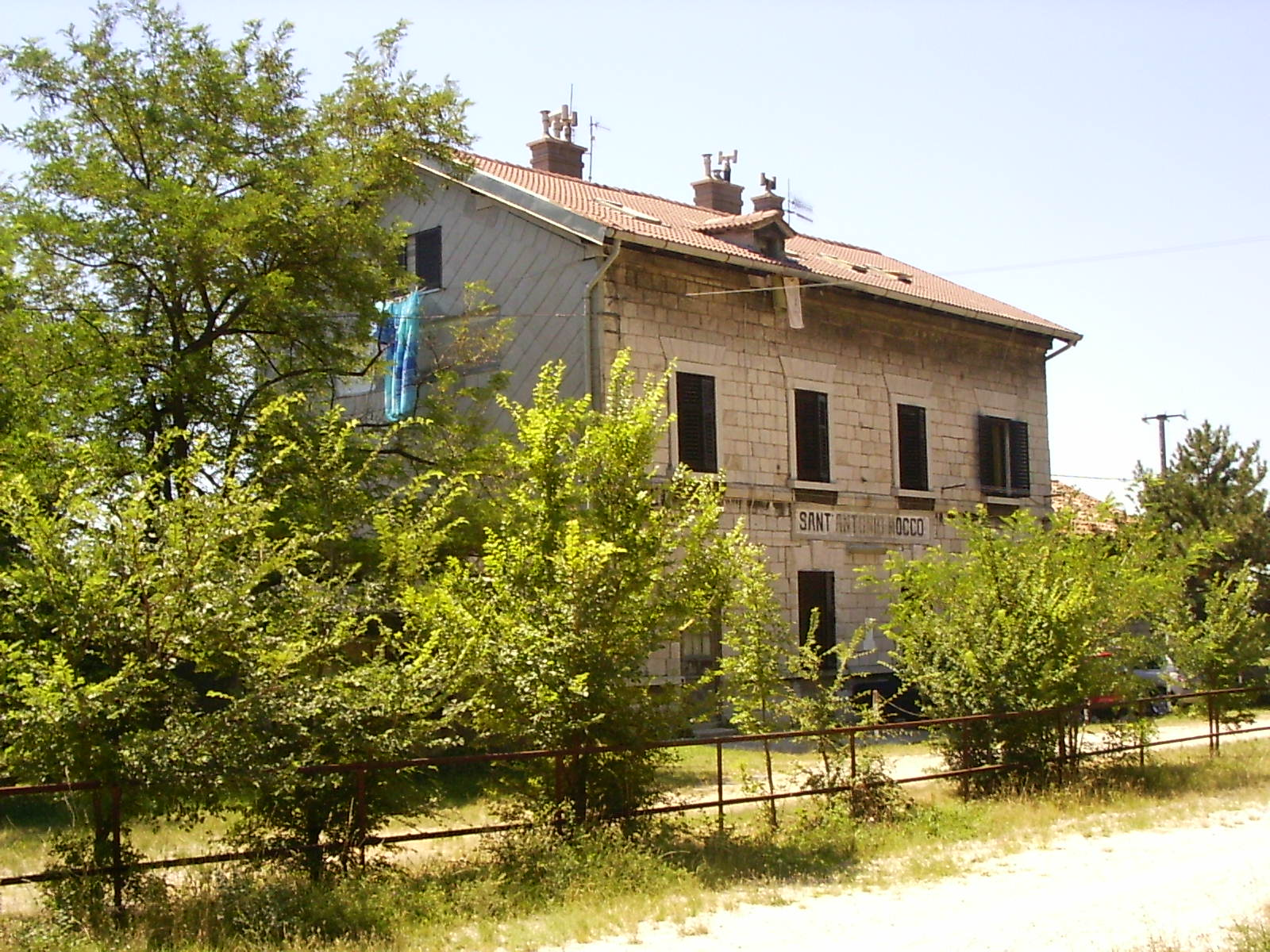
Station San Antonio-Moccò
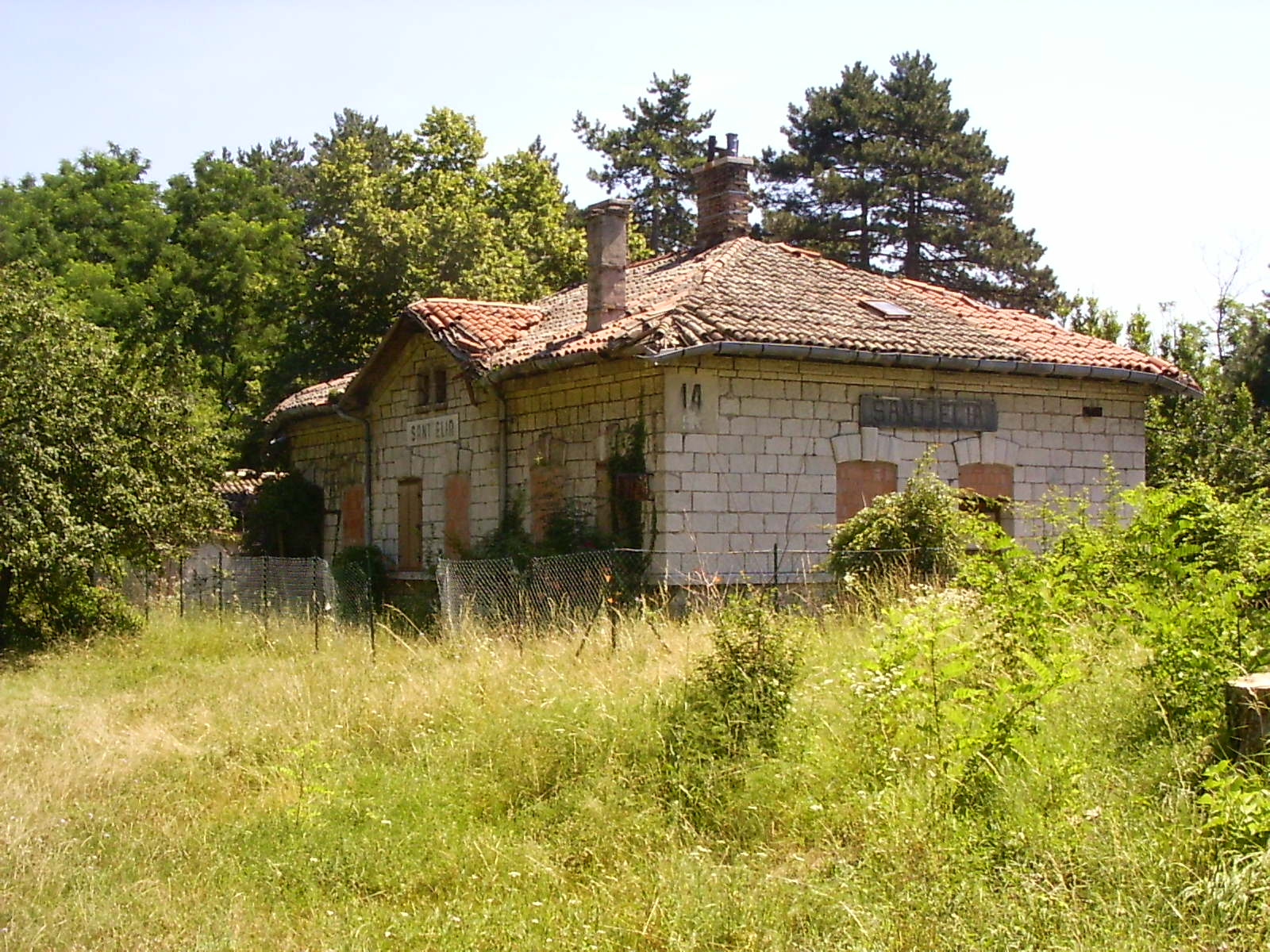
Station Draga Sant'Elia
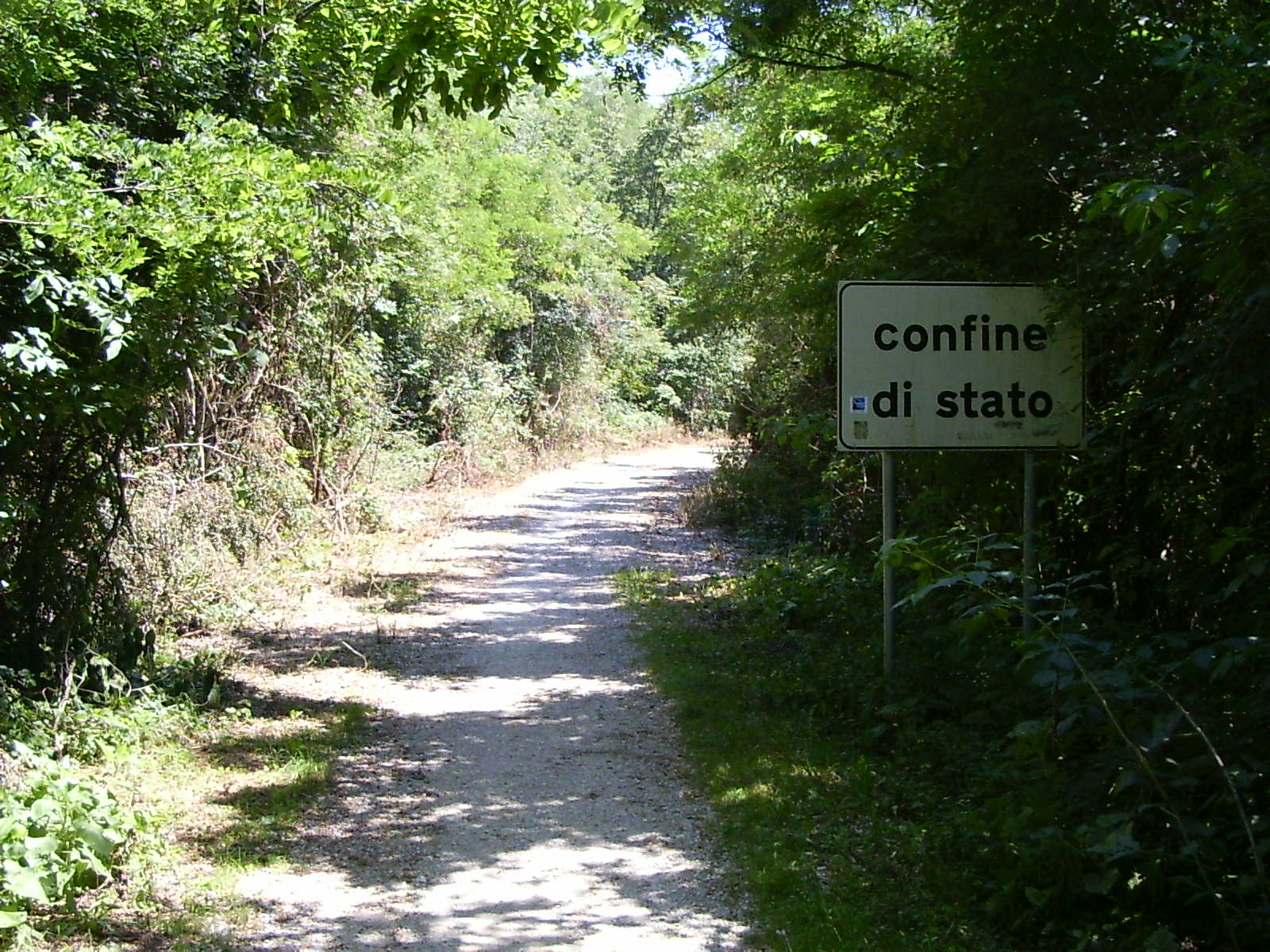
De grens Italië - Slovenië
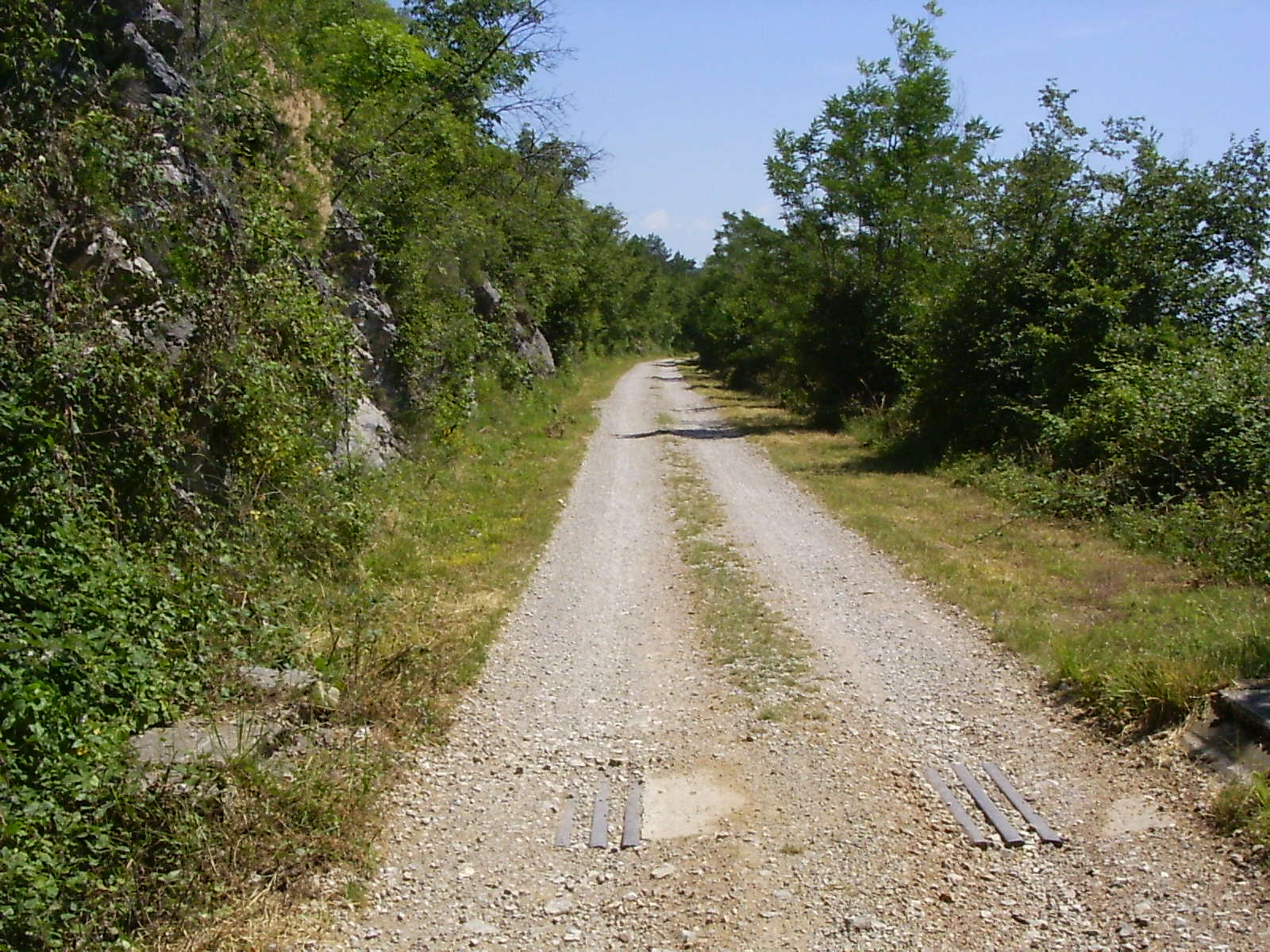
Resten van rails op Sloveens grondgebied
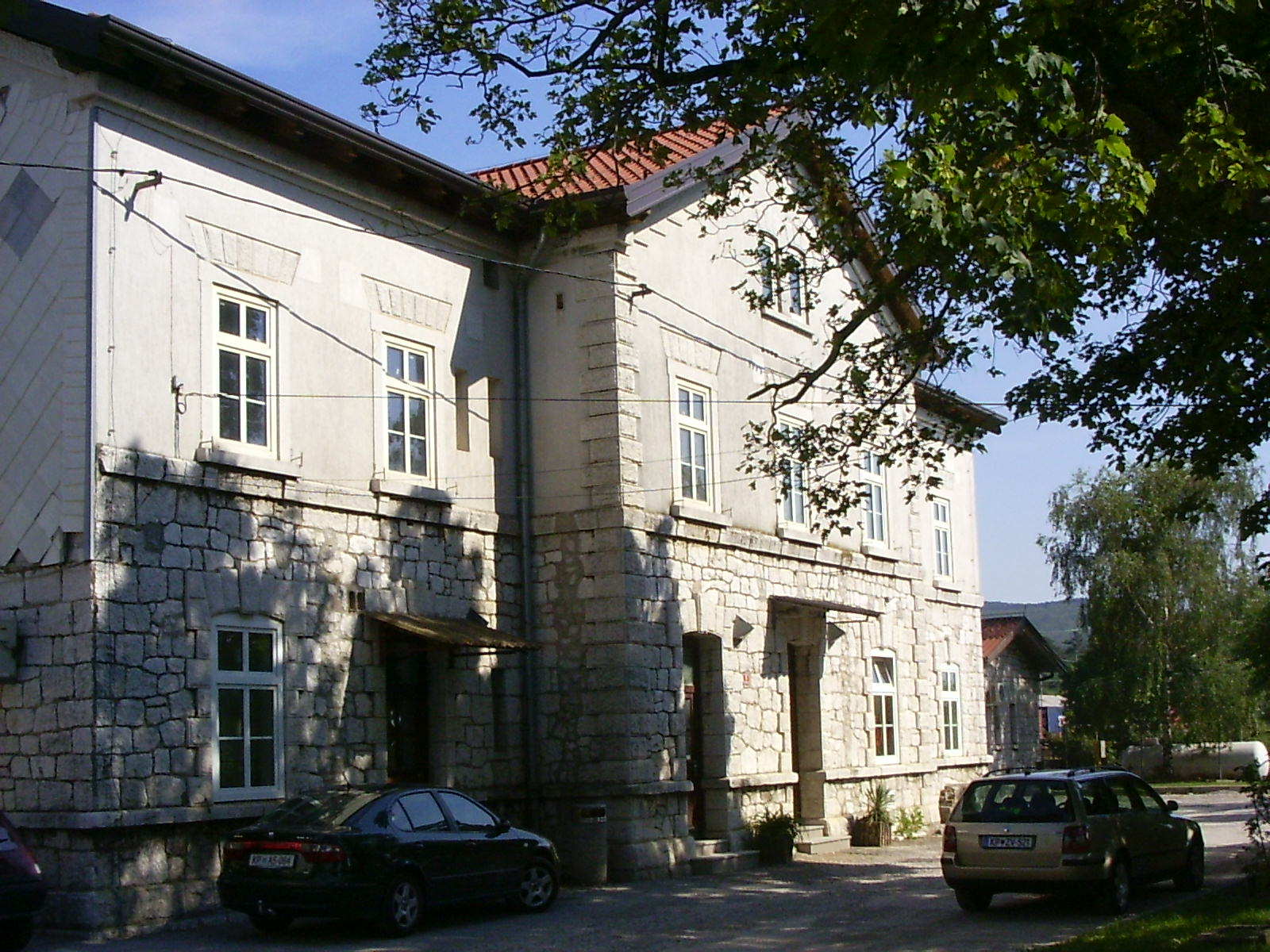
Station Hrpelje-Kozina
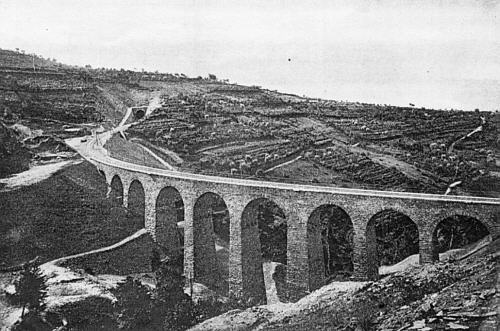
Brug over de Torrente Longera
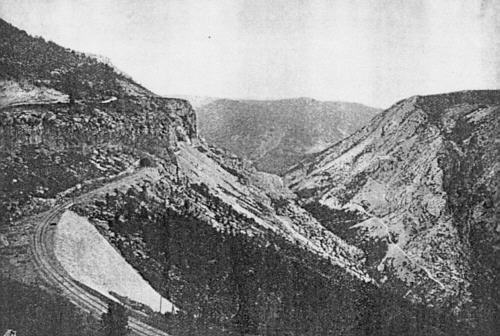
Uitzicht op de Rosandravallei